# CH Gel Barcelona
CH Gel Barcelona nebo také CH Barcelona Freeze Catalunya byl hokejový klub z Barcelony, který hrával Španělskou hokejovou ligu. Klub hrál ligu od roku 1975 do roku 1986. Domovským stadionem byl Grande Crise.

## Historie
1975 - CH Barcelona-Catalunya
1979 - CH Gel Barcelona

## Úspěchy
- Segunda Division - 1985